# Островіте (Рипінський повіт)
Островіте (пол. Ostrowite) — село в Польщі, у гміні Бжузе Рипінського повіту Куявсько-Поморського воєводства.
Населення — 1274 особи (2011).
У 1975-1998 роках село належало до Влоцлавського воєводства.

## Демографія
Демографічна структура станом на 31 березня 2011 року:
|          | Загалом | Допрацездатний вік | Працездатний вік | Постпрацездатний вік |
| -------- | ------- | ------------------ | ---------------- | -------------------- |
| Чоловіки | 625     | 126                | 443              | 56                   |
| Жінки    | 649     | 119                | 387              | 143                  |
| Разом    | 1274    | 245                | 830              | 199                  |